# Yasuhiro Yoshigaki
 (janvier 2025).
 (janvier 2025).
Yasuhiro Yoshigaki, né le 21 février 1959 à Nishinomiya, est un musicien de jazz, improvisateur, batteur, percussionniste et compositeur japonais. Préside le label Glamorous.

## Biographie
Pendant ses études à l'université Kwansei Gakuin, Yasuhiro Yoshigaki s'est familiarisé avec la scène jazz de la région du Kansai, où il a commencé à se produire professionnellement. Influencé par le jazz, l’improvisation, la musique folklorique et d'autres styles de performance, il a cofondé plusieurs groupes, dont le trio d’improvisation Sights avec Hiroshi Ohara et Hiroshi Funato, le groupe de rock expérimental Altered States avec Kazuhisa Uchihashi et Mitsuru Nasuno, le groupe de salsa Los Rumberos, ainsi que l’unité jazz First Edition. Il a participé à de nombreux groupes à cette époque, notamment Altered States, Date Course Pentagon Royal Garden, Emergency! et Ground Zero.
Après avoir rejoint le groupe pop Modern Choki Chokies, il s’installe à Tokyo, où il devient membre central de plusieurs ensembles majeurs à partir du milieu des années 1990, notamment le collectif Shibusashirazu, Ground Zero, le New Jazz Quintet (ONJQ) et le New Jazz Orchestra (ONJO) d’Yoshihide Ōtomo, le groupe de post-rock Rovo|ROVO, ainsi que le Date Course Pentagon Royal Garden (DCPRG) dirigé par Naruyoshi Kikuchi. Dans les années 2000, il collabore avec Yoshihide Ōtomo et le bassiste Bill Laswell sur le projet Soup, avec lequel il enregistre plusieurs albums.
En juillet 2017, il se produit avec MoGoToYoYo, un projet qu’il dirige, au festival de jazz d’Aarhus, au Danemark, dans des lieux tels que SÅRT dans le centre-ville. Le groupe participe également au Festival de jazz de Copenhague le même mois, dans le cadre des artistes japonais invités, comme le notent plusieurs critiques internationales.
Yoshigaki a collaboré avec un large éventail de musiciens au Japon et à l’international, parmi lesquels Takeshi Shibuya, Yōsuke Yamashita, Akira Sakata, Fumio Itabashi, Kazutoki Umezu, Eiichi Hayashi, Hiroaki Katayama, Takayuki Kato, Koichi Makigami, Hoppy Kamiyama, Leonard Eto, Hiroshi Minami, Hiroaki Mizutani, Yuichi Ohata, Hanaregumi, Yadoranka, Carmen Maki, Sizzle Ohtaka, Masato Tomobe, Mayumi Kojima, Mariko Hamada, Shun Sakai, Kahimi Karie, UA, Ikuko Harada, Miyuki Hatakeyama, Etsuko Yakushimaru, Leo Smith, Lester Bowie, Don Moye, John Zorn, Bill Laswell, Enrico Rava, Santiago Vazquez, Antonio Laurairo, Kasper Tranberg, Simon Toldam et Pete Drungle.
Il reste membre actif du groupe de post-rock Rovo (en) et d'autres ensembles, et continue à se produire régulièrement dans des festivals internationaux. En 2024, il s’est produit en son nom propre au Festival de jazz de Copenhague et au Festival de jazz d’Aarhus.

## Discographie

### Emergency!
- 2002 : Loveman Plays Psychedelic Swing
- 2003 : Loveman Prays For Psychical Sing
- 2010 : Live In Copenhagen

### Vincent Atmicus
- 2002 : Vincent I
- 2004 : Vincent II
- 2005 : Vincent III

### Fernando Saunders / Yasuhiro Yoshigaki
- 2005 : Devotion

### Anima Mundi (Vazquez-Yoshigaki project)
- 2007 : Primer encuentro
- 2007 : Segundo puente

### Orquesta Nudge! Nudge!
- 2005 : Batuka!
- 2008 : Rhythm Chant

### Orquesta Libre
- 2012 : Uta No Ka Ta Ti
- 2012 : Can't Help Falling In Love

### Orquesta Libre + Suga Dairo + RON×II
- 2014 : Rockin’ In Rhythm
- 2014 : Plays Duke

### Shoro Club
Yasuhiro Yoshigaki (ds, per), Otomo Yoshihide (g), Daisuke Fuwa (ac-b, el-b)
- 2017 : from 1959

### On The Mountain
- 2020 : On the mountain